# Ángel Mario Huerta
Ángel Mario Huerta (Monterrey, México, 12 de septiembre de 1977) es un director y guionista mexicano.

## Biografía
Hijo de Ángel Mario Huerta Meléndez y María del Carmen Cantú García.  Debutó como director y guionista en el año 2001 con el largometraje Inspiración de 20th Century Fox.  
En el año 2012 se mudó a la ciudad de Los Ángeles para continuar su carrera cinematográfica. Sin embargo, fue ahí donde realizó que su vocación se inclinaba más por la literatura que por la dirección y producción de cine. Esto lo llevó a tomar la decisión de retirarse de la labor detrás de cámaras y enfocar su carrera en la literatura.  
En febrero del 2016 presentó su primera obra literaria: Alpha Gene, una novela de ciencia ficción juvenil publicada por Destino, sello editorial de Grupo Planeta. Alpha Gene trata sobre un gen que se encuentra escondido en el cerebro humano, y como este afecta la capacidad evolutiva en las nuevas generaciones. Su fascinación por la inteligencia humana fue su inspiración.

## Filmografía
| Título                      | Año       | Rol                                               | Nota         |
| --------------------------- | --------- | ------------------------------------------------- | ------------ |
| El lado obscuro de la noche | 1995      | Director, Productor, Guionista                    | Cortometraje |
| Inspiración                 | 2001      | Director, Productor, Guionista, Editor            | Largometraje |
| Seres: Génesis              | 2010      | Director, Productor, Guionistas, Efectos Visuales | Largometraje |
| Martin                      | 2010/2011 | Guionista                                         | Cortometraje |
| Pleiades                    | 2011      | Director, Productor                               | Cortometraje |
| Emit                        | 2013      | Thanks                                            | Cortometraje |
| Acerca del Tiempo           | Anunciada | Autor/Guionista                                   | Largometraje |